# Isla San Lorenzo (Piura)
Isla San Lorenzo es un caserío peruano ubicado en el distrito de Vichayal, perteneciente a la provincia de Paita del departamento de Piura, al norte del Perú. 

## Ubicación
Isla San Lorenzo se ubica al noroeste de la provincia de Paita, en el distrito de Vichayal, en el departamento de Piura. 

## Demografía
En 2017 Isla San Lorenzo tenía una población de 882 habitantes.
| Gráfica de evolución demográfica de Isla San Lorenzo entre 1993 y 2017 |
|                                                                        |
| Fuentes: Población 1993 y 2017                                         |